# Лиття у піщані форми

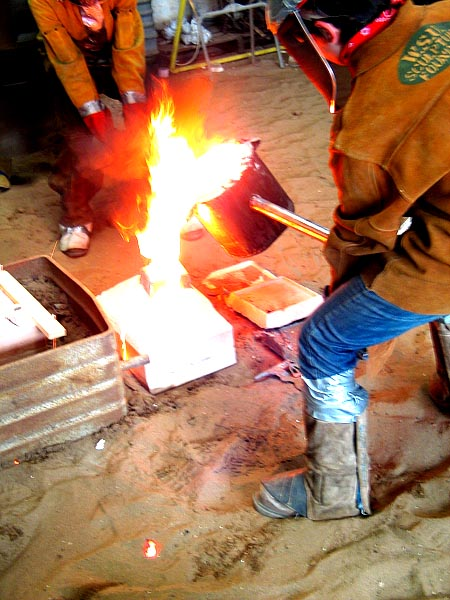
Заливання розплаву у піщану форму

Лиття у піщані форми (англ. sand casting) — лиття металу, яке здійснюється заливанням ливарної форми, що виготовлена з піщаної формувальної суміші.
Лиття у піщані (піщано-глинисті, піщано-цементні) форми — є найдешевшим, найгрубішим (у плані розмірної точності та шорсткості поверхні виливка) і наймасовішим (до 75-80 % за масою отримуваних у світі виливків) видом лиття металів та їх сплавів. Самі ливарні форми, виготовлені із формувальних сумішей на основі піску є одноразовими.

## Основи технології

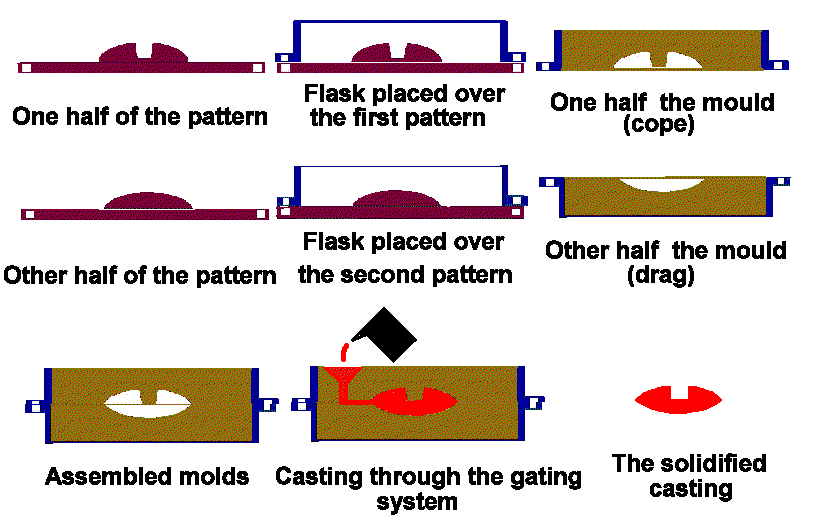
Операції технологічного процесу лиття у піщані форми

Спочатку виготовляється ливарна модель (раніше — дерев'яна, у подальшому частіше використовуються металеві або пластикові моделі, отримані методами швидкого прототипування), яка копіює майбутню деталь. Модель, закріплена на підмодельній плиті, засипається піском або формувальною сумішшю (зазвичай пісок і зв'язка), що заповнює простір між нею і відкритими ящиками — опоками. Опока має дві півформи, тобто складається з двох коробів. Площина дотику двох півформ — поверхня роз'єму. Отвори і порожнини в деталі утворюються за допомогою розміщених у формі ливарних піщаних стержнів, які копіюють форму майбутнього отвору. Насипана в опоки суміш ущільнюється струшуванням, пресуванням або ж твердне у термічній шафі (сушильній печі). З'єднуються дві півформи по поверхні роз'єму. Утворені порожнини заливаються розплавом металу через спеціальні отвори і канали — литники (ливники). Після охолодження форму розбивають і виймають виливок. За цим відокремлюють литникову систему (зазвичай обрубуванням), видаляють облой і проводять термообробку.
Новим напрямом технології лиття у піщані форми є застосування вакуумованих форм із сухого піску без зв'язки.

## Ливарне оснащення
Ливарна оснастка — це комплект пристроїв для виготовлення виливок, до якого належать модель виливка, моделі елементів литникової системи, модельні плити, стержневі ящики, опоки тощо.
Частина оснащення, яка є необхідною для утворення під час формування робочої порожнини ливарної форми, включаючи ливарну модель, стрижневі ящики, моделі литникової системи, формувальні, контрольні та складальні шаблони для конкретного виливка називається модельним комплектом.
Повний комплект оснащення, необхідного для отримання одноразової форми, називається формувальним комплектом.

### Ливарна модель

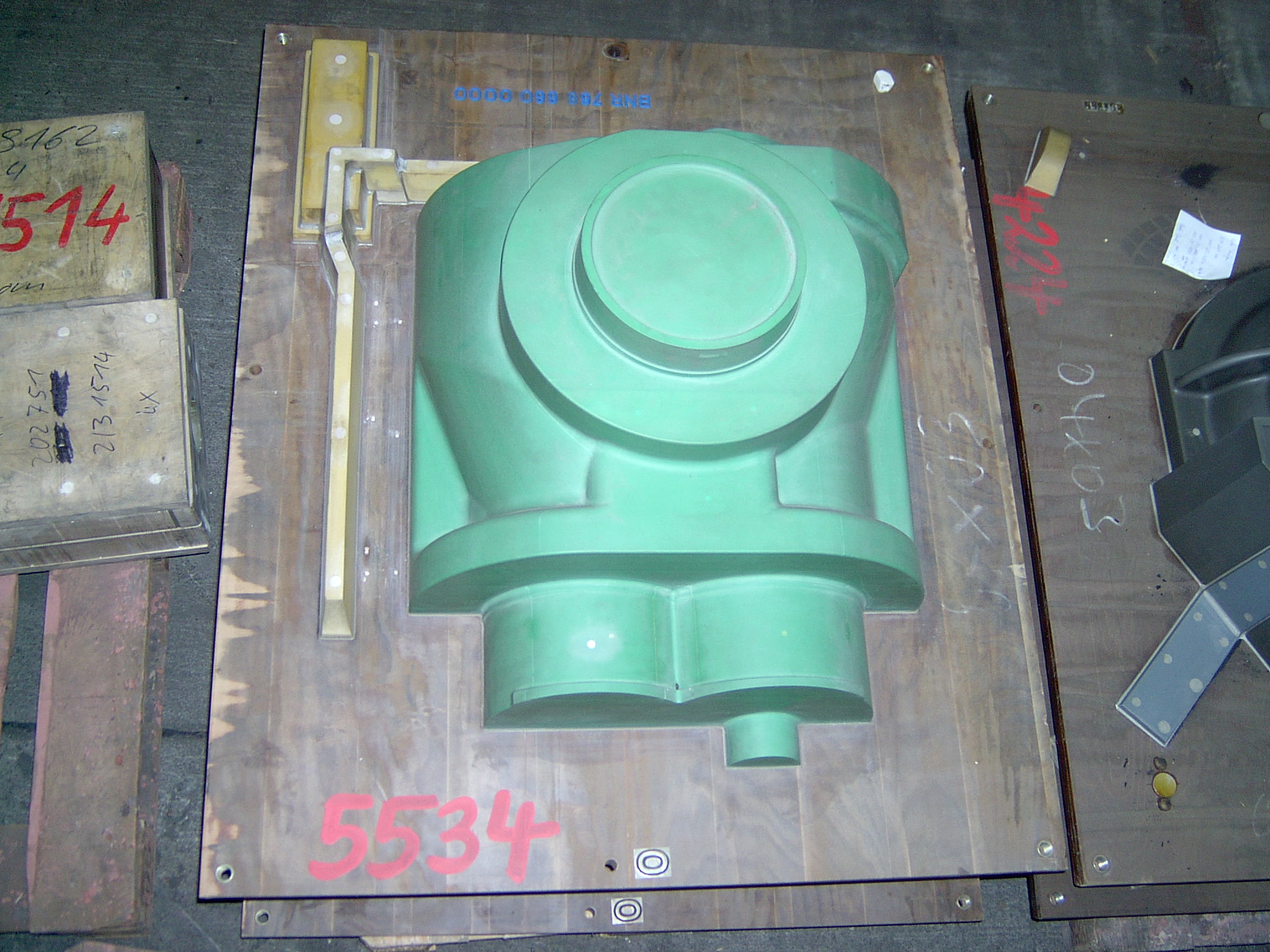
Модельна плита

Ливарна модель — модель для утворення у ливарній формі відбитка, який відповідає конфігурації та розмірам виливка. По суті ливарна модель є копією виливка, розміри якої є більшими за відповідні розміри виливка на величину усадки. Також, на відміну від виливка, модель має виступи, які називаються стрижневими знаками. Стрижневі знаки моделі створюють у формі заглибини для встановлення стрижнів.
Моделі простих виливок є зазвичай нерознімними, а складних — роз'ємними і виготовляються з деревини, металевих сплавів, пластмаси та деяких інших конструкційних матеріалів. При виготовленні форм машинним способом замість моделей використовують модельні плити. Модельна плита — плита, яка оформлює роз'єм ливарної форми та несе на собі закріплені частини моделі, включаючи литникову систему та служить для набивання опокових та безопокових півформ.

### Ливарні стрижні
Ливарний стрижень — елемент ливарної форми, призначений для утворення отвору, порожнини або іншого складного контуру у виливку.
Ливарний стрижень, складається з робочої частини, яка бере участь у формуванні поверхні виливка і знаків за допомогою яких стрижні кріпляться у формі.
Виготовляють ливарні стрижні із спеціальних стрижневих сумішей у стрижневих ящиках з деревини, металевих сплавів чи пластмаси. Стрижневий ящик зазвичай складається з двох частин. Робоча порожнина ящика виготовляється відповідно до конфігурації отворів у виливку і стрижневих знаків.

### Литникова система та її моделі
Литникова (ливникова) система — система каналів та елементів ливарної форми для підведення рідкого металу у порожнину форми, забезпечення її заповнення і живлення виливка у процесі твердіння
Литникова система складається з таких елементів:
1. литникова чаша — служить для приймання струменя рідкого металу і спрямування його руху у литниковий стояк або безпосередньо у ливарну форму. Виконує функцію пом'ягчення удару струменя рідкого металу, що виливається з ковша й часткового затримання шлаку;
2. литниковий стояк — елемент литникової системи у вигляді вертикального або нахиленого каналу для подання рідкого металу із литникової чаші до інших елементів системи або безпосередньо в робочу порожнину форми. Зазвичай має конічну форму круглого перетину;
3. шлаковловлювач — канал трапецієвидного перерізу, що служить для уловлювання шлаку і часток формувальної суміші, які потрапили у стояк з литникової чаші;
4. живильники — канали, що підводять рідкий метал до порожнини форми;
5. випір — елемент литникової системи чи порожнини ливарної форми для виведення газів, контролю заповнення форми рідким металом і для живлення під час усідання (усадки) виливка, що твердіє, рідким металом.

Рідкий сплав заливають у литникову чашу, потім через стояк сплав надходить до шлаковловлювача і далі через живильники — у порожнину форми. Шлаковловлювач розташований вище від живильника. Залежно від марки сплаву, конструкції виробу литникова система може бути різною. Так, підведення металу може здійснюватися і у горизонтальній площині і у вертикальній, шлаковловлювач може бути прямим або кільцевим. У процесі заливання, щоб уникнути браку, литникова система повинна бути повністю заповнена металом, переривання струменя металу призводить до засмоктування повітря і шлаку. З цієї причини по напряму ходу металу роблять поступове зменшення площі поперечного перерізу стояка, шлаковловлювача і живильника. При цьому метал відстоюється у шлаковловлювачі і неметалеві включення спливають до верхньої частини шлаковловлювача.
Канали литникової системи виконуються по особливих моделях, які мають форму брусків різного розміру і перетину.

### Опоки

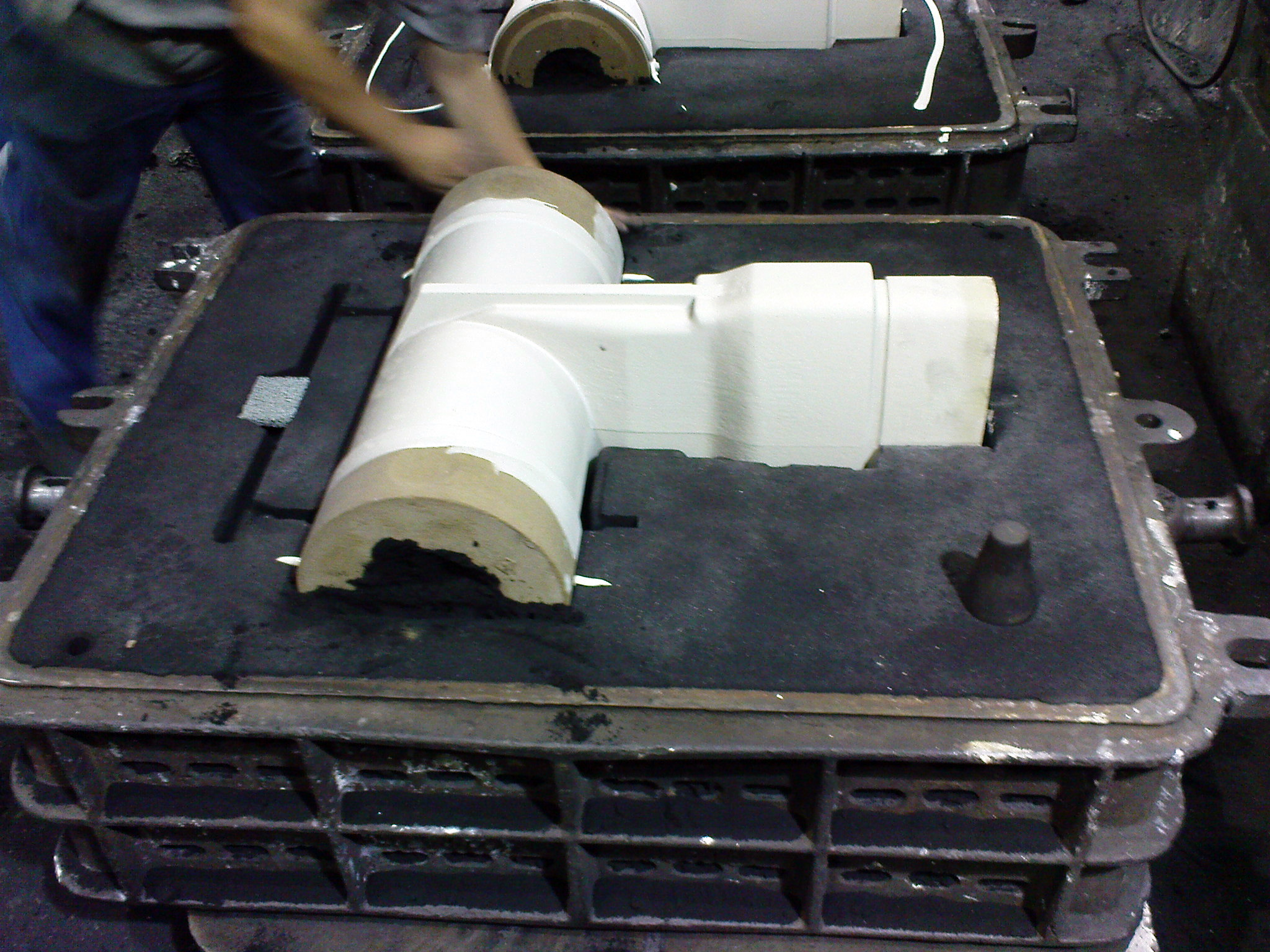
Виготовлення ливарної півформи в опоці прямокутної форми

Опока — пристрій для утримування формувальної суміші під час виготовлення ливарної форми, її транспортуванні та заливанні рідким металом.
Опока, з ущільненою формувальною сумішшю і сформованим відбитком від моделі, називається півформою, якщо модель роз'ємна, і формою, якщо модель нерознімна. Якщо формування виконують у два опоках, то для запобігання зсуву півформ, опоки скріплюють, для чого на їх стінках зовні передбачаються спеціальні пристосування (скоби, втулки зі штирями тощо).

### Формувальні та стрижневі суміші
Формувальна (стрижнева) суміш — суміш формувальних матеріалів, яка відповідає вимогам технологічного процесу лиття і виготовлення ливарної форми (ливарних стрижнів).
Для виготовлення піщаної (піщано-глинистої, піщано-цементної) форми використовують спеціальні формувальні суміші. За видом застосування формувальні суміші поділяють на облицювальні, наповнювальні і єдині (загальні). Облицювальна суміш при формуванні наноситься на модель тонким шаром (15…40 мм), при заливанні вона безпосередньо стикається з металом. Наповнювальна суміш служить для набивання решти об'єму форми. Єдині суміші застосовують у масовому виробництві, коли уся форма виготовляється з однорідної формувальної суміші.
Залежно від виду сплаву і ваги виливка застосовують різні стандартні склади формувальних сумішей з певними пропорціями складових компонентів. До їх складу входять: кварцовий пісок, глина та спеціальні добавки. Формувальні і стрижневі суміші повинні бути газопроникними, міцними, пластичними, податливими і не пригоряти.
Газопроникність — здатність формувальної і стрижневої суміші пропускати газ при заливанні і кристалізації розплаву металу.
Міцність — здатність суміші не руйнуватись при заповненні форми металом. Для підвищення міцності великих складних форм до сумішей додають скріплювачі: рідке скло, сульфіто-лужну барду (відходи паперового виробництва) і цемент.
Пластичність — це здатність суміші легко сприймати і зберігати форму (добре формуватися). Пластичність зростає із збільшенням вмісту води, глини і дрібного піску.
Податливість — здатність суміші не перешкоджати усадці при охолодженні виливка. Для збільшення податливості у формувальну суміш додають торф, тирсу. Згоряючи при сушінні, вони утворюють пори і канали, що зменшують щільність форми, при цьому також зростає газопроникність.
Протипригарність забезпечується введенням у суміш меленого кам'яного вугілля (для чавунного литва), мазуту (для мідних сплавів). При заливанні металу ці добавки згоряють і утворюють газову «сорочку», що захищає виливок від утворення пригару. З цією ж метою сирі форми опилюють молотим деревним вугіллям, кварцом, а сухі — фарбують спеціальними формувальними фарбами.
Стрижні за умовами їх роботи повинні мати підвищену газопроникність, більшу міцність, задовільну податливість і підвищену протипригарність. Їх виготовляють із стрижневих сумішей, що складаються з кварцового піску і спеціальних в'яжучих матеріалів (3…5 %), котрі надають стрижню міцності після сушіння. Як в'яжуче застосовують зкріплювачі різних марок, сульфітну барду тощо.